# 宮崎インターチェンジ
宮崎インターチェンジ（みやざきインターチェンジ）は、宮崎県宮崎市にある宮崎自動車道のインターチェンジである。一ツ葉有料道路と直接的に接続しており、この道路を経由して宮崎市街（宮崎港方面）やシーガイア方面に向かうこともできる。一ツ葉有料道路自体は高速道路ではないため、速度を落す事を示す標識が入口付近に多数存在する。
なお、国道220号の宮崎市内（源藤方面）と一ッ葉有料道路方面への相互の出入りはできない。

## 道路
- E10 宮崎自動車道（5番）

## 接続する道路
- 国道220号
- E98 一ツ葉道路（南線）

## 周辺
- 宮崎県庁
- 宮崎市役所
- 宮崎市街地
- 宮崎県総合運動公園
- 宮崎空港
- 宮崎港
- 青島リゾートこどもの国
- シーガイア
- フェニックス自然動物園

## 隣
E10 宮崎自動車道
(4)田野IC - (4-1)清武JCT - 清武BS　- 清武PA（上り線） - 宮崎TB　- 清武PA（下り線） - (5)宮崎IC
E98 一ツ葉道路（南線）
本郷北方IC - (5)宮崎IC